# Rhododendron enomotoi
Rhododendron enomotoi är en ljungväxtart som beskrevs av T. Yamazaki. Rhododendron enomotoi ingår i släktet rododendron, och familjen ljungväxter. Inga underarter finns listade i Catalogue of Life.